# Ribnica (Pivka, Slovenija)
Ribnica je naselje u slovenskoj Općini Pivki. Ribnica se nalazi u pokrajini Notranjskoj i statističkoj regiji Notranjsko-kraškoj. 

## Stanovništvo
Prema popisu stanovništva iz 2002. godine naselje je imalo 14 stanovnika.